# 田丸一男
田丸 一男（たまる かずお、1960年9月11日 - ）は、オフィスキイワードに所属する日本のフリーアナウンサー で、元・NHKおよび毎日放送（MBS）アナウンサー。防災士。

## 来歴・人物
大阪府大阪市の出身で、現在は兵庫県川西市に在住。3人の子どもと、4人の孫がいる。
祖父が美術教師だった影響もあり、小学校1年から絵画教室に通い二科会関西支部主催のこもど二科展（中学生以下を対象）に小学2年から3年連続で入選。同時にヤマハ音楽教室に通いエレクトーンを4年間習う。両親は阪急百貨店の社員だったが、実父は学生時代にNHKのアナウンサーを志していた。その志を果たせなかった実父から、10歳の時に『NHKアナウンス読本』（日本放送協会編）をプレゼントとして渡されたことをきっかけにアナウンサーを目指すようになった。
兵庫県立川西緑台高等学校から関西学院大学経済学部へ進学。KGB（関西学院大学総部放送局）のアナウンスパートに所属し、学内放送でニュースや情報番組を担当。大学2年からはアナウンサー採用試験を目指し、大阪のアナウンサー養成の私塾、生田教室でアナウンス技術の研鑽を積んだ。就職活動では、第一志望の毎日放送が当時アナウンサーを採用していなかったことから、在京放送局を中心に採用試験を受験。同期のアナウンサー志望者からは、柄沢晃弘（青山学院大学から後にTBSへ採用、現在はWOWOWのシニア・エグゼクティブ・アナウンサー）と共に一目置かれていて、受験した局の試験では必ず上位に残っていた。テレビ朝日の試験では、最終段階まで残ったところで、系列局の朝日放送（毎日放送と同じ在阪民放局）への入社を勧められている。結局、大学卒業後の1984年にNHKへ入局。田丸が後年述懐したところによれば、NHK大阪放送局でアナウンサーの採用試験を受けた後に、同局の人事担当者から電話を通じて「あなたと一緒に仕事をさせていただきたい」という言葉で採用の内定を告げられたことが決め手になったという。
NHK入局後にNHK高知放送局へ配属。1988年に大津放送局へ異動した。本人は大阪放送局での勤務を希望していたが、生田教室での先輩に当たる柏木宏之（毎日放送アナウンサー）からの紹介で、1990年に同局のアナウンサー中途採用試験を受験。後に採用が内定したことから、1991年1月31日付でNHKを退局した後に、4月1日からアナウンサーとして毎日放送へ移籍した。
毎日放送の本社屋が現在の大阪市北区茶屋町へ移転してから最初に採用された局員（詳細後述）。スポーツアナウンサーとして主にプロ野球の阪神、オリックス、近鉄（当時）の試合の実況をテレビ、ラジオで担当。2000年10月から報道担当アナウンサーに変わり、報道番組「VOICE」（月 - 金 午後6時15分～7時）の特集ナレーター、ニュースリーダーを19年にわたって担当。自らも企画取材に積極的であった。
阪神淡路大震災（1995年1月）では自らも被災しながら、直後から被災地の取材にあたり、テレビ、ラジオのリポートや特別番組のキャスターを担当。その経験からアナウンサー室員の地震初動対応の訓練の窓口として指導に当たった。2020年9月の誕生日で同局の定年（60歳）に到達したことに伴って、同月30日付で退職。退職の2年前（2018年）には柏木（同年2月で定年）に続いて「シニアスタッフ」（嘱託契約扱いのアナウンサー）として毎日放送への勤務を続ける意向を示していたが、実際には嘱託契約を結ばなかった。
毎日放送を退職後、2021年4月から大阪のオフィスキイワードに所属し、アナウンススクール講師やフリーのナレーター・スポーツ実況として活動している。
妻はNHK高知放送局時代の同僚で（契約アナウンサー）、高知県向けローカル番組『FMリクエストアワー』（土曜日午後3時10分～6時）『夕べのひととき』（月 - 金 午後6時～6時50分）やNHKラジオ第一、FM放送の天気予報、お知らせ（午前11時55分～正午）などを担当していた。

## NHKアナウンサー時代
高知放送局時代
- 夏の全国高等学校野球選手権大会で、高知県大会はラジオ・テレビで実況中継、また阪神甲子園球場での本大会と春の選抜高等学校野球大会でアルプスリポート・ラジオ実況を担当。プロ野球の阪急ブレーブス（当時）や阪神タイガースが県内で春季キャンプを実施していた関係で、キャンプ地のオープン戦をテレビやラジオで中継する場合には、実況を任されていた。
- 四国向け情報番組「今夜は四国が見えてくる」では「白羽の矢」のコーナーの高知担当リポーターとして高知県内を訪ねリポート。
- 高知での全国高校総体（平成元年）開会式中継、柔道、バドミントン競技を中継。
- 全国ネットのバラエティー情報番組『ひるのプレゼント』「室戸～足摺　海の幸紀行」（1987年9月放送）では、高知県ゆかりのゲストとともに県内各地で海の幸を求めたロケ企画の進行役を務めた。

大津放送局時代
- NHK大阪放送局制作の夕方の報道番組「イブニングネットワーク近畿」内で、得意の経済分野の取材で、滋賀県の経済ニュースを定期的に企画ニュースとしてリポートした。
- 国際花と緑の博覧会（1990年4月～9月　大阪・鶴見緑地公園）会期中、会場から中継で放送した情報番組（月‐金　午前11時30分～11時55分）に4週間にわたりキャスターやリポーターとして出演。
- 母校の川西緑台高校が出場した1990年春の第62回選抜高等学校野球大会期間中に、NHK大阪放送局へ派遣。全国放送の夜のスポーツニュース『スポーツ＆ニュース』で、キャスターとして大阪放送局から大会の模様を伝えるかたわら、甲子園球場のアルプススタンドで同校放送部の活動を取材・リポートした[2]。

## 毎日放送への移籍
1991年3月にNHKを退局した後に、同年4月から、アナウンサーとして毎日放送へ移籍。同期の新卒入社組に、定年で退職するまでの同僚でもあったアナウンサーの亀井希生や、テレビプロデューサーの渥美昌泰・田渕伸一などがいる。
スポーツアナとしての活動
1991年から9年間はスポーツアナとして実況・リポートを担当。テレビ・ラジオのプロ野球中継（阪神タイガース・オリックスブルーウェーブ・近鉄バファローズ）を中心に、Jリーグサッカー（ガンバ大阪・セレッソ大阪）、甲子園球場での選抜高校野球大会、関西大学ラグビー、花園ラグビー場での全国高校ラグビー、全国高校女子サッカー、日本女子サッカーリーグ、淡路島女子駅伝などを担当した。
2000年から報道担当アナに転向
MBSが平日の夕方に報道番組『VOICE』を開始した2000年10月から、報道担当アナウンサーに転向。ニュースリーダーや特集・コーナー企画のナレーターを務めた。「憤懣本舗」「阪神の星☆」などのレギュラーコーナーにおけるナレーションは人気で、自身も企画やリポートを担当。主婦目線の取材には定評がある。2014年4月からは月曜日のみ担当。2015年4月からは月曜・火曜日、2017年4月から月曜～水曜日担当。同番組を引き継いだ「Newsミント!」（『ミント!』内の関西ローカルニュースパート）でも、2019年4月の番組開始から半年間、月～水曜日のニュースリーダーを務めた。2019年9月末まで通算19年にわたって報道番組のナレーター一筋で活動。

## 報道番組、バラエティ番組での活動
- 関西国際空港の開港記念特別番組（1994年9月4日　全国放送）

リポーターとしてグアムから中継リポートを担当。関西国際空港の開港前日（9月4日）、大阪国際空港最後の国際線となった大阪（伊丹）発グアム行きの日本航空のチャーター便「伊丹空港さよならフライト」に搭乗。グアムから番組に中継リポート。直後に、グアムから関西国際空港の到着1番機で着陸の瞬間を実況した。
- 『筑紫哲也NEWS23〜News23スペシャル・クリントン大統領があなたと直接対話〜』（1998年11月19日　全国放送）

質問内容を事前にインターネットやファックスで募集し、クリントン大統領に対して質問を行うというもので、田丸は大阪での質問の進行役を務めた。視聴者代表のプライベートな質問やツッコミにクリントンもどぎまぎしながら回答し、大統領の素顔が垣間見えて高い評価を得た。
- バラエティー番組『三枝の興奮テレビ』

桂三枝が司会を務めるトーク・バラエティー番組の名物コーナー「早口言葉」にレギュラーで出演。その週のゲストが全員登場し早口言葉に挑戦。田丸が見本を披露し、ゲストが早口言葉に成功した場合は、当時流行していたUFOキャッチャーの中に入る沢山のぬいぐるみがプレゼントされた。
- バラエティー番組『新喜劇ご長寿クイズ』

『朝までよしもと新喜劇』（吉本新喜劇の団員が勢揃いする年に1回の深夜番組）で、「新喜劇ご長寿クイズ」の司会を、2014年から2016年まで担当。TBSが（MBSを含めた）全国ネット向け制作する明石家さんまの冠番組シリーズ（『さんまのからくりTV』など）での人気コーナー「ご長寿早押しクイズ」にちなんだ企画で、新喜劇のベテラン座員数名（井上竜夫、桑原和男、やなぎ浩二、池乃めだか、若井みどりなど）が解答者として出演。

## 『あどりぶランド』
毎日放送アナウンサーの企画・出演によるバラエティー番組『あどりぶランド』では、軽妙なキャラクターを活かした。NHKから同局への移籍を決めたのは、現役のアナウンサーとして同番組へ出演したかったことにもよる。
- 『なんでも実況』琵琶湖の幽霊ビル爆破実況

NHK大津放送局から移籍した直後の1992年5月には、当時スポーツアナウンサーだった井上光央、現在もスポーツアナウンサーとして活動する馬野雅行と共に、当時琵琶湖の畔に建っていた通称「幽霊ビル」（正式名：木の岡レイクサイド）の爆破による解体（日本初の事例）の模様を実況。この絶叫によって、同年12月31日にTBSで放送された『おもしろ人間大賞』で、アナウンサー部門の特別賞（C.C.ガールズ賞）に選ばれた。
- テレビドラマ『水戸黄門第21部』にエキストラ出演

MBS制作の時代劇「水戸黄門第21部」に酔いどれ漁師役でエキストラ出演し、主演の水戸光圀(西村晃)の前で酔っ払った田丸が、かげろうお銀(由美かおる)に絡み、頬をぶたれて光圀に倒れこむ役を演じるまでの撮影舞台裏をドキュメント。
- 特撮番組『ウルトラマンティガ』にエキストラ出演

ウルトラマンシリーズに造詣が深く、1997年には同番組のアナウンサーの挑戦企画の一つとして、同じMBSテレビ制作の『ウルトラマンティガ』第49話「ウルトラの星」に出演を果たす。劇中の『ウルトラQ』撮影シーンでペギラ出現に驚く南極観測隊員役のエキストラ俳優を演じたが、共演した俳優の円谷浩へのインタビュー等も含めた撮影の舞台裏の模様が本編放送の直前に『あどりぶランド』内で放送された。毎日放送制作の『ウルトラマンティガ』の第49話"ウルトラの星"に出演を果たす。劇中の「ウルトラQ」撮影シーンでペギラ出現に驚く南極観測隊員役のエキストラ俳優を演じ、共演した俳優の円谷浩へのインタビュー等も含めた撮影の舞台裏の模様が本編放送の直前に『あどりぶランド』内で放送された。

## JNN・JRNアノンシスト賞
TBSを始めとするJNN・JRN系列各局で、毎年優秀なアナウンサーに与えられるアノンシスト賞を、個人・チーム通算で8回受賞している。
- 琵琶湖の幽霊ビル爆破実況は「テレビ時代の新しいアナウンス」として高く評価されたため、1992年度に井上・馬野と揃って「テレビ番組部門」の最優秀賞を受けた。また、ニュース番組『VOICE』の特集ナレーションで、2000年度・2004年度に「テレビ　読み･ナレーション部門」の優秀賞、和歌山県観光連盟のラジオCMで2011年度、日本盛のラジオCMで2016年度に「CM部門」優秀賞を受賞した。
- 毎日放送アナウンサー室で「チーム災害報道」を結成。グループリーダーとして、大地震などの災害報道における取材マニュアルやアナウンスコメントの作成などを担当。このチームでの活動に対して、2001年度・2005年度および、2018年度に「アナウンサー活動部門」で表彰された[3]。

## 報道番組やバラエティー番組でのナレーション
- 報道番組『VOICE』ナレーション・企画制作

2000年10月から2019年3月まで放送されたニュース番組『VOICE』では「憤懣本舗」などの特集コーナーや「阪神の星★」「ヴォイスポ」のナレーションを担当。「阪神の星」の独特かつ絶叫調のナレーションでは、元NHKアナウンサーとは思えない弾けぶりが評判を呼び、その後、同社のバラエティー番組から依頼が相次ぎ、ナレーターとして活躍の場を広げた。また同番組では、不定期ながら特集の企画制作も担当している。生活の話題、主婦層からの話題などを取り上げて取材・編集するのが得意。更には後輩アナウンサーに対するアナウンス教育も随時行っている。この際は、極めて正統的なナレーションの技術指導を行っている。
- 『VOICE』のスポーツコーナー『阪神の星★』の特別番組

星野仙一の生きざまを少年時代から阪神リーグ優勝まで取材した「勇退～星野仙一・激闘の半生」（2003年11月）や「人間・星野仙一～もう一度ユニホームを!」（2004年3月）、仰木 彬の追悼番組「人間・仰木彬～最期の120日間」（2005年12月）を担当。
- バラエティー番組『ジャイケルマクソン』（2005年4月13日 - 2010年12月22日放送）

2005年4月から2010年12月まで、毎週水曜日の深夜に放送されたバラエティ番組。田丸はレギュラーでハイテンションのナレーションを担当。MCは陣内智則、中川家（剛・礼二）、フットボールアワー（後藤輝基・岩尾望）。「氷の微笑」（スベり笑い王決定戦）、吉本興業所属芸人などの生活や収入、趣味などを調査・発表する「芸人国勢調査」、強烈な過去の写真を持つ芸人を表彰する企画「ジャイケルフォトデミー賞」、「100万円争奪!!大阪縦断ジャイケルウルトラクイズ」、「ほしのあき結婚披露宴」、「フットボールアワー後藤 知名度調査」など人気企画をハイテンションなナレーションで大いに盛り上げた。特に「オーサカ業界辞典」は人気コーナー。
- MBSアナウンサーによる朗読イベント

「おはなし夢ひろば」（1995年～2010年）「ものがたりの世界2013」（2013年）「コトノハ ものがたりの世界」（2014年以降）には、2019年まで毎年出演。軽妙なキャラクターを活かしたせりふ回しや、正統派朗読まで幅広いジャンルの「語り」で高い評価を受けている。新型コロナウイルスへの感染拡大の影響で公演を中止した2020年にも、開催を予定していた3月1日（日曜日）に代替措置として実施された YouTube上の毎日放送アナウンサー室公式チャンネル や MBS動画イズム からのライブ配信を通じて、定年前最後の朗読を単独で披露した（朗読作品はサトウヒロシの絵本『明日死ぬかもしれないから今お伝えします』）。

- 日曜深夜ドラマ・ドラマイズムの解説放送ナレーター

2014年開始のMBS制作日曜深夜ドラマ （2014年4月―2016年4月）から視覚障害者向けの副音声による解説放送を行い番組内容を伝えるナレーションを担当。ドラマの出演者のセリフだけでは表現しきれないト書き的な情景描写を、補完的に解説
- Audible（オーディブル）での朗読作品

Amazonのオーディオブック・Audible（オーディブル）でMBSアナウンサーが朗読しているが、田丸は4作品を収録した。作品は、「トロッコ」（芥川 龍之介）「文鳥」（夏目 漱石）、「骨」（小松 左京）、「画の悲み」（国木田 独歩）。

## 災害報道への取り組み
防災リーダーとなるべく、2015年に日本防災士機構による民間資格「防災士」を取得し、同僚アナウンサーへ防災意識の啓発や防災、減災等の知識や技能の向上などに取り組んだ。
地震災害初動報道コメントの作成
NHK時代の経験を活かし、災害（大地震・台風など）時の初動アナウンスコメントや呼びかけコメントを作成。減災のためのアナウンスを研究。テレビビ・ラジオの地震特番の訓練のまとめ役として、積極的に後進の指導にも当たった。特に、報道局で毎晩行われている大規模地震の初動報道訓練の録画をチェックして担当アナウンサーへのアドバイスを行った。また、週に一度、昼に行うアナウンサー室主催の地震特番訓練を運営した。
社内ホームページ　災害・放送用語
毎日放送社内のホームページでは災害や放送用語についての共用資料を作成し、全社的に公開。「災害報道マニュアル」はJNN・JRNアノンシスト（活動部門）を受賞した。
災害ハンドブック『その時、あなたは！』作成
アナウンサー向けの災害時の取材ハンドブックを、2016年4月に改訂、「リポート」のポイントやノウハウを中心にした取材本としてMBSの全社員・番組スタッフに配布。社内の「新人研修」「3年目社員・リポート研修」などでの研修テキストとして活用。田丸は講師役を務めている。
JNNアナウンサー災害報道研修会
TBS系列のアナウンサー29人が集まる地震の初動報道の研修会（2018年9月21日～22日、毎日放送本社内）を運営した。

## MBSがん検診啓発キャンペーン
JOC（Jump Over Cancer）～もっと知りたい がんのこと～プロジェクトメンバーとして活動
- 2015年7月　MBSがん検診啓発DVD　肺がん編に出演
- 2015年11月14日（土） ちゃやまちキャンサーフォーラム　「がんと遺伝」進行担当
- 2016年10月 WEB限定動画に出演　谷川俊太郎さんの「生きる」を6人のアナウンサーで群読
- 2016年11月12日（土） 2017年10月28日（土）　ちゃやまちキャンサーフォーラム　「前立腺がん」進行担当
- 2018年10月27日（土） ちゃやまちキャンサーフォーラム「高齢者に抗がん剤は効果なし？」進行担当
- リレー・フォー・ライフ・ジャパン神戸

2016年から毎年6月に開催（2020年、21年はコロナ禍で11月に実施）されている、がん患者の支援を目指し24時間歩き続けるチャリティーイベント「リレー・フォー・ライフ・ジャパン神戸」の日没後のルミナリエ・セレモニーで「エンプティーテーブル」の詩の朗読を担当している。2025年6月で10回目。（2020年9月の定年後はフリーアナウンサーとして参加）
- リレー・フォー・ライフ・ジャパン大阪あさひ

2023年からはリレー・フォー・ライフ・ジャパン大阪あさひ（毎年10月開催　大阪市旭区）でもルミナリエ・セレモニーで「エンプティーテーブル」の詩の朗読を担当している。2025年10月で3回目。

## 趣味のチェロ演奏とクラシック、美術
朗読イベントでチェロを演奏しながら朗読
チェロについては、趣味のクラシック音楽、特に弦楽器の生の音に惹かれ、スピーカーでの再生の限界を感じて実際の楽器の音を楽しもうと始めたのがきっかけ。2006年5月からMIKIミュージックサロン梅田でレッスンを受けていて、2007年11月からは弦楽アンサンブル（チーム名：さくら☆あんぱん）でも活動している。2017年3月5日に豊中市立文化芸術センターで開かれた「MBSアナウンサーコトノハ　ものがたりの世界2017」（毎日放送アナウンサー室主催の朗読イベント）夜公演では、宮沢賢治の「セロ弾きのゴーシュ」で朗読とチェロ演奏を披露した。
ラジオ番組でのクラシック特集
- MBSラジオの深夜番組『大人のわがまま～どっと！アナ・マスターズ』（2008年6月3日・10日・17日・24日いずれも午前3時～4時半放送）で、趣味のクラシックを特集。毎回、関西の若手プロ奏者への事前のインタビューを交え、クラシック音楽を特集。チェロの西谷牧人（まきと）、ヴァイオリンの岩谷祐之（すけゆき）、オーボエの大島弥州夫、フルートの南部やすかを取材した。
- MBSラジオの深夜のトーク番組『あどりぶラヂオ』（2018年11月22日午前2時～5時放送）では、チェロの魅力を解説しながら「チェロが奏でるクラシック作品」を3時間にわたって特集。22曲をオンエアした。

エンターテインメント情報番組『ENT（エント）』で美術担当リポーター
美術鑑賞や古寺探訪も好きで、和洋を問わず美術館や博物館を巡ったり、奈良や京都にある神社仏閣を訪ね歩いたりしている。MBSテレビのエンターテインメント情報番組『ENT（エント）』では美術担当リポーターとして展覧会の紹介を担当。美術好きが高じて、国内の美術館だけでなく、フランス、イギリス、ドイツ、オーストリア、イタリア、アメリカ・ニューヨークを旅して美術館めぐりを続けている。大好きなフェルメールは現存する30数点のうち21作品を見たことをブログに記している。
クラシックコンサートでのMC
クラシック音楽の造詣は深く、兵庫芸術文化センター管弦楽団や大阪フィルハーモニー交響楽団の定期演奏会を始め、室内楽やアマチュアオーケストラの演奏家まで熱心に聞き歩いている。その知見を活かし、クラシックコンサートのＭＣも積極的に行う。兵庫芸術文化センター管弦楽団のポップスコンサート「PAC　POPS！」のMCを2009年から3年連続で担当したほか、2021年2月には関西フィルハーモニーのコンサートマスター、ギオルギ・バブアゼの叙勲受賞記念コンサート（オペラパーク管弦楽団）の進行や演目紹介を担当した。

## フリーアナウンサーでの活躍
2020年9月で毎日放送を定年退職した後、フリーランスでアナウンス活動を開始。2021年4月から大阪のプロダクション、オフィスキイワードに所属している。　→プロフィールサイト
アナウンススクール講師
オフィスキイワード、事務所が運営するアナウンススクールの大阪教室でレギュラー講師を担当している。若手、放送タレントのスポーツ実況の指導も行っている。→オフィスキイワードアナウンススクール 　
また、2021年4月から兵庫県伊丹市の朗読ボランティアグループ「グループ声」(音訳・朗読）のメンバーを対象に定期的にアナウンス教室の講師を務める。
高校野球、高校ラグビーなどのスポーツ実況
2021年7月から夏の高校野球兵庫大会（姫路ケーブルテレビ制作・姫路球場での試合）の実況を担当。2021年11月には全国高校ラグビー大会・大阪府予選をケーブルテレビ、JCOMで実況。
新聞広告用のインタビュアー
2022年2月には、アフリカでの太陽光ビジネスを展開する滋賀県東近江市の企業を新聞広告用にインタビュー取材。神戸新聞、京都新聞2紙で全面広告として掲載された。
ナレーション・CM収録
クラシック音楽番組でのトーク
ＦＭ大阪「くらこれ！」にゲスト出演（2023年6月11日放送）。趣味のチェロやクラシック音楽の知識を活かして番組編集長の吉川智明さんとトーク。
放送やアナウンサーについての講演会
母校の兵庫県立川西緑台高校（兵庫・川西市）で、卒業生による「みどりの架け橋講演会」で講演。演題は「知られざるアナウンサーの仕事　～マスコミの世界の魅力～」。（2022年5月）。この講演会をきっかけに、2022年7月から同校放送部（MBC放送委員会）部員に定期的にアナウンスの基礎をアドバイスしている。
関西学院大学放送部　同窓会パーティーＭＣ
母校の関西学院大学の放送部（ＫＧＢ総部放送局）の73周年記念同窓会パーティー（2024年4月6日）の司会を、2学年上の豊田記子（のりこ）さん（現在、フリーアナウンサー）と担当した。
母校の高校で学校評議員を務める
2024年6月から母校の兵庫県立川西緑台高校（兵庫・川西市）で学校評議員を委嘱され学校運営に意見をしている。

## NHK・MBS 過去の担当番組・出演作品

### テレビ
- NHK高知放送局時代　報道番組『イブニングネットワークこうち』（月～金 午後6時10分～7時）でキャスター・リポーターを務め、高校野球の夏の高知大会、秋の四国大会などをテレビ・ラジオで実況した。
- NHK大津放送局時代は、報道番組『イブニングネットワーク近畿』（月～金 午後6時10分～7時）で大津発の経済企画を近畿に向けてリポート。夏の高校野球滋賀大会の決勝戦をテレビで実況。秋の近畿大会の模様をラジオで近畿向け（管中）に放送した。
- 『MBSニュース』をテレビ・ラジオとも不定期で担当。前述した地震災害報道訓練の運営を兼ねて、泊まり勤務に就く機会も多かった。
- MBSでのスポーツ実況・中継リポート。実況は主に野球（プロ野球・選抜高校野球大会）、ラグビー（全国高校ラグビー大会）、（サッカー ガンバ大阪、セレッソ大阪などのJリーグ中継・リポート、高校女子サッカー、日本女子サッカーリーグ）
- 関西大学ラグビーハイライト（ナレーション）
- あどりぶランド（入社の1991年～1998年3月）
- 三枝の興奮テレビ（早口言葉　講師役）（1994年～1995年）
- VOICE（ニュースリーダー、ナレーター、特集の企画・取材リポーター） 放送期間中の19年にわたって、特集のナレーションを担当（2015年4月から月・火曜担当。2017年4月から月 - 水曜担当）。
- たかじんONE MAN（不定期・ナレーション）
- ジャイケルマクソン（ナレーション）（2005年4月～2010年12月放送）
- VOICE阪神の星☆スペシャル「勇退〜星野仙一・激闘の半生」（ナレーション）（2003年11月放送）
- VOICE阪神の星☆スペシャル「人間・星野仙一〜もう一度ユニホームを!」（ナレーション）（2004年3月放送）
- VOICE阪神の星☆スペシャル　追悼番組「人間・仰木彬〜最期の120日間」（ナレーション）（2005年12月放送）
- ENT（エント：2020年3月まで毎週月曜日の深夜2:10 - 2:35に放送されていたエンタテインメント情報番組） 「美術・芸術担当リポーター」という肩書で、2014年11月から4年半、美術展覧会などの紹介を不定期で担当した。
- 西日本8局特番『驚き いまどきすーぱーきっず！』（ナレーション）（2015年5月6日　9時55分～10時50分放送）
- 報道特番「新幹線火災の記録～記者とカメラマンが伝える緊迫の2時間」（ナレーション）（2015年7月5日4時45分～5時15分放送）
- 2016年11月3日にMBSテレビで放送された『MBS開局65周年特別番組　激撮!直撃!!スクープ　秘蔵映像全部見せます』では、前述した琵琶湖の幽霊ビル爆破実況のVTRを再び放送。田丸自身も、琵琶湖上空からのヘリコプター中継を通じて、爆破現場の現状（公園・テニスコートおよびソーラーパネルの設置スペースに活用）を伝えた。
- Newsミント!（2019年4月1日 - 9月25日、月 - 水曜日ニュースリーダー兼ナレーター）
- 日曜深夜ドラマ・ドラマイズムの解説放送ナレーター。MBS制作日曜深夜ドラマ （2014年4月―2019年12月）で、視覚障害者向けの副音声による解説放送のナレーションを担当。ドラマの出演者のセリフだけでは表現しきれないト書き的な情景描写を、補完的に解説した。
- コトノハ図鑑（不定期） - 所属する毎日放送アナウンサー室の企画で、2018年7月から2020年3月まで『コトノハ図鑑』（事前収録のレギュラー番組）として放送。ロケやスタジオ出演。2020年4月改編で『ちちんぷいぷい』月・水曜日のレギュラーコーナー「へぇ～のコトノハ」へ移行してからは、出演の機会がなかった。

### ラジオ
- NHK高知放送局時代に情報番組『ネットワーク四国』（四国管中）でリポーター、音楽番組『FMリクエストアワー』『夕べのひととき』（ローカル）『ひるの散歩道』(全中）などで公開収録MCを担当。
- 毎日放送ダイナミックナイター（現在の『MBSベースボールパーク』）
- こちら、平田スポーツ編集局（1995年度のナイターオフ番組、土・日曜に放送）
- ノムラでノムラだ♪ EXトラ!（2009年8月～2011年3月、ニュースキャスター、月・火曜→火・水曜→月曜を担当）
- こんちわコンちゃんお昼ですょ!　（2010年7月1日～2011年3月、毎週木曜、「とれたて！駅売り夕刊紙」キャスター）
- ナジャ・グランディーバのレツゴーフライデー（2016年度以降のナイターオフ番組）

『スマラジW』の金曜枠で放送されていた2016年度は全編のパートナー『MBSヨル隊』の金曜枠に組み込まれた2017年度以降は、「ナジャじゃジャーナル」（18時台後半のコーナー）のキャスターとして随時出演。いずれも同僚のアナウンサーと週替わりで担当しているが、『MBSヨル隊』では、フリートークで新たな一面を披露していた。2019年5月11日にはMBS1階に設けられた超巨大提灯型スタジオ『茶屋町CHO-CHIN茶屋』でナジャ・グランディーバ、チキチキジョニーとのトークショー『ナジャ・グランディーバと"その"世界』に出演。濃いトークでリスナーを沸かせた。
- 次は〜新福島!第2章=芽生え=（2019年2月21日）

『ラジオ博愛主義!パイセンがやってきた!』コーナーではマジメなアナウンスの技術論や、学ぶべき他局のアナウンサーのトーク術を展開。55歳を過ぎた頃から"イソギンチャク"のようなパーマヘアにチャレンジしたりと、仕事への面白さ、楽しい生き方を心掛けているという。MBSラジオの番組（特に深夜帯）が大好きだったという田丸は、声を大にして「エロは大事だ!」「ストリップが減ったことが嘆かわしい」と告白。
- あどりぶラヂオ - MBSラジオで深夜2時から5時まで生放送している音楽番組。田丸は2018年7月19日（木）放送で松任谷由実特集を担当。28曲の歌詞を分析して紹介。2018年11月22日（木）放送では、得意のチェロの曲を特集して放送した。

上記の番組に加えて、移籍の直後から、単独（または同僚アナウンサーとの共演）で多数のラジオCMに出演。後輩アナウンサーがパーソナリティを務める生放送のラジオ番組に向けてメッセージを投稿することや、投稿したメッセージが放送中に取り上げられることも多かった。

### アニメーション映画
- ピューと吹く!ジャガー～いま、吹きにゆきます～（2008年に劇場公開） - 毎日放送が製作に出資した作品で、闇民の騎士役の声を当てていた。